# Halsbandsflugsnappare
Halsbandsflugsnappare (Ficedula albicollis) är en liten svartvit fågel inom familjen flugsnappare. Den häckar i östra Europa, men även isolerat på Öland och Gotland. Vintertid flyttar den till Centralafrika.

## Utseende och läte
Halsbandsflugsnapparen är mycket lik sina nära släktingar svartvit flugsnappare (Ficedula hypoleuca), balkanflugsnappare (Ficedula semitorquata) och atlasflugsnappare (Ficedula speculigera). Den adulta fågeln blir ungefär 13 centimeter lång och väger tolv till 18 gram. Hanen är på våren huvudsakligen svart på ovansidan och vit på undersidan, med en vit krage, ett stort vitt område på vingen och en markant vit fläck i pannan. Honan är brungrå på ovansidan, saknar det vita halsbandet och har ingen eller en liten vit pannfläck. Stjärten är svart på ovansidan men en mindre andel har vita fält på de yttersta stjärtpennorna (främst unga hanar samt alla honor).
Unga hanar har bruna handpennor eftersom dessa inte ruggas på vintern (partiell ruggning på vintern, komplett ruggning på sommaren). I höstdräkten är även hanarna mer brungrå och honlika. Fåglarna kan vara svåra att särskilja från andra Ficedula-arter. Eftersom halsbandsflugsnapparen i liten utsträckning hybridiserar med svartvit flugsnappare och balkanflugsnappare så förekommer individer med klinal morfologi mellan dessa arter. 

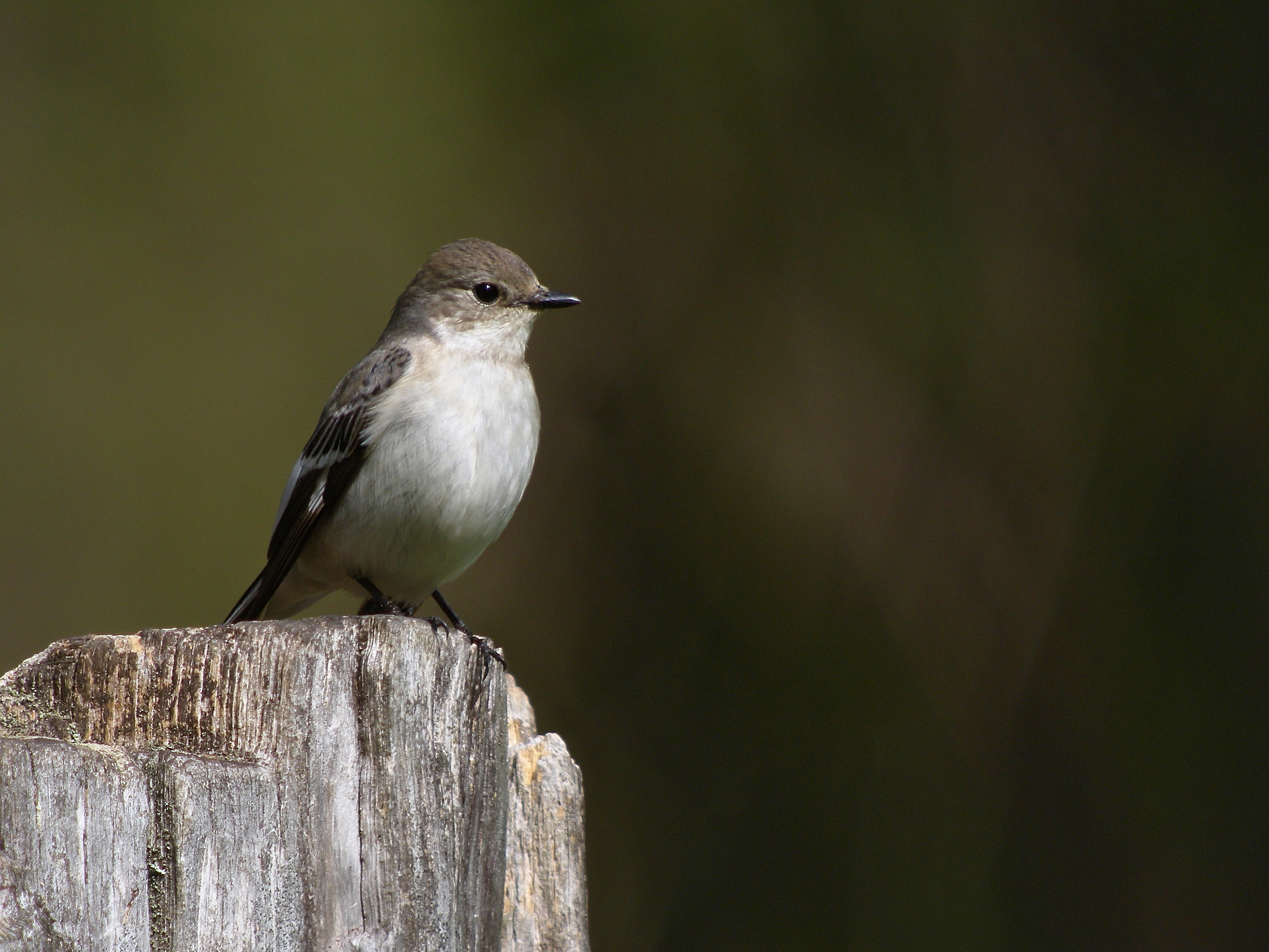
Hona halsbandsflugsnappare i Polen.
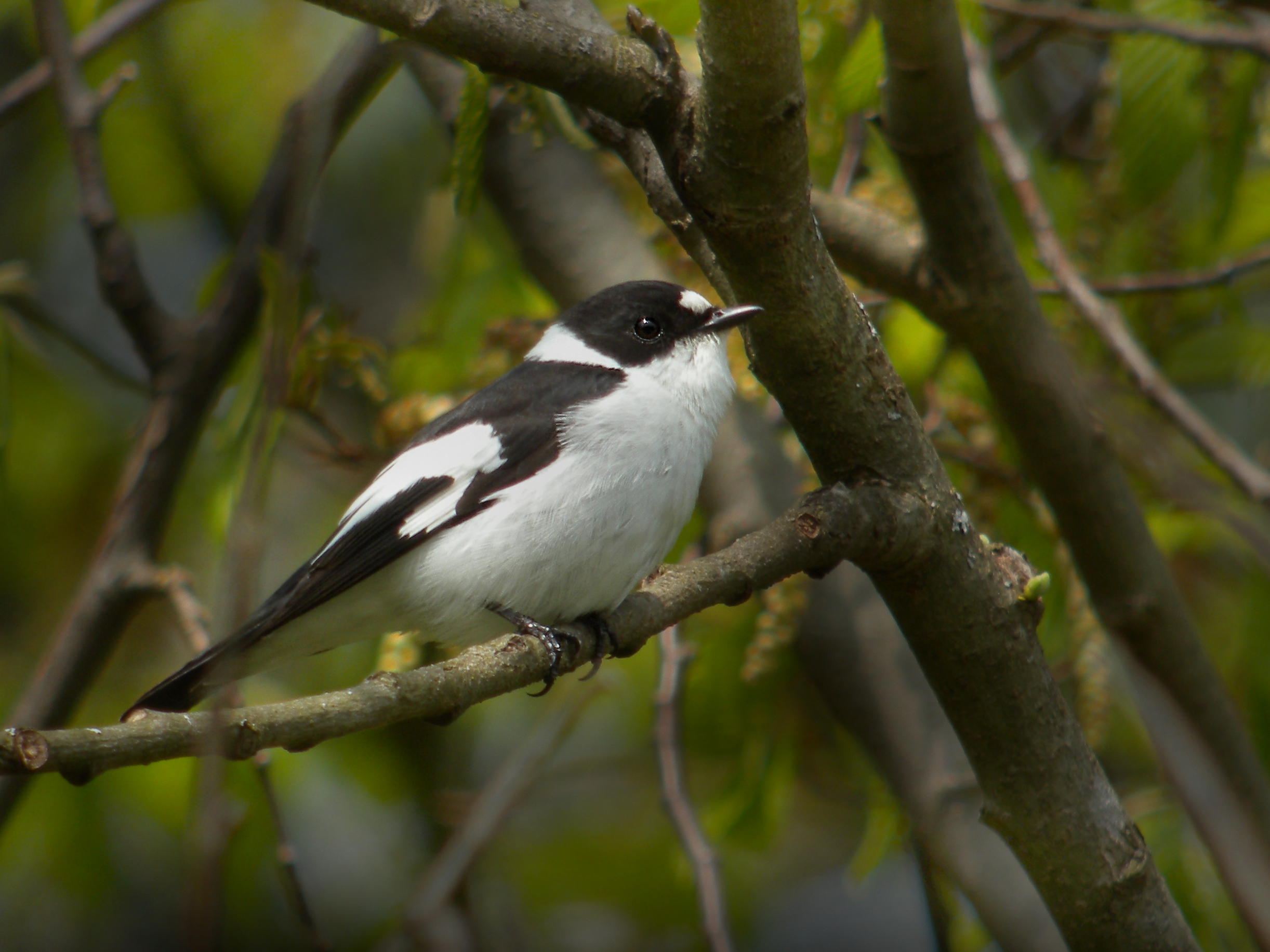
Hane halsbandsflugsnappare i Polen.

Halsbandsflugsnapparens lock- och varningsläte är en tunn och inandande vissling, iihp. Sången skiljer sig kraftigt från sin nära släkting svartvit flugsnappare, en serie pressade visslingar med stora tonkliv.

## Utbredning och taxonomi
Halsbandsflugsnapparen häckar vår och sommar på Gotland, Öland och östra Europa från östra Frankrike och södra Tyskland österut till centrala europeiska delen av Ryssland och Ukraina, söderut till Italien och norra Makedonien. Den är en flyttfågel som övervintrar i centrala delarna av Afrika i Kongobäckenet.
Fågeln delas vanligtvis inte upp i underarter. Tidigare kategoriserades dock balkanflugsnapparen (Ficedula semitorquata) som en underart F. a. semitorquata till halsbandsflugsnapparen.

## Ekologi

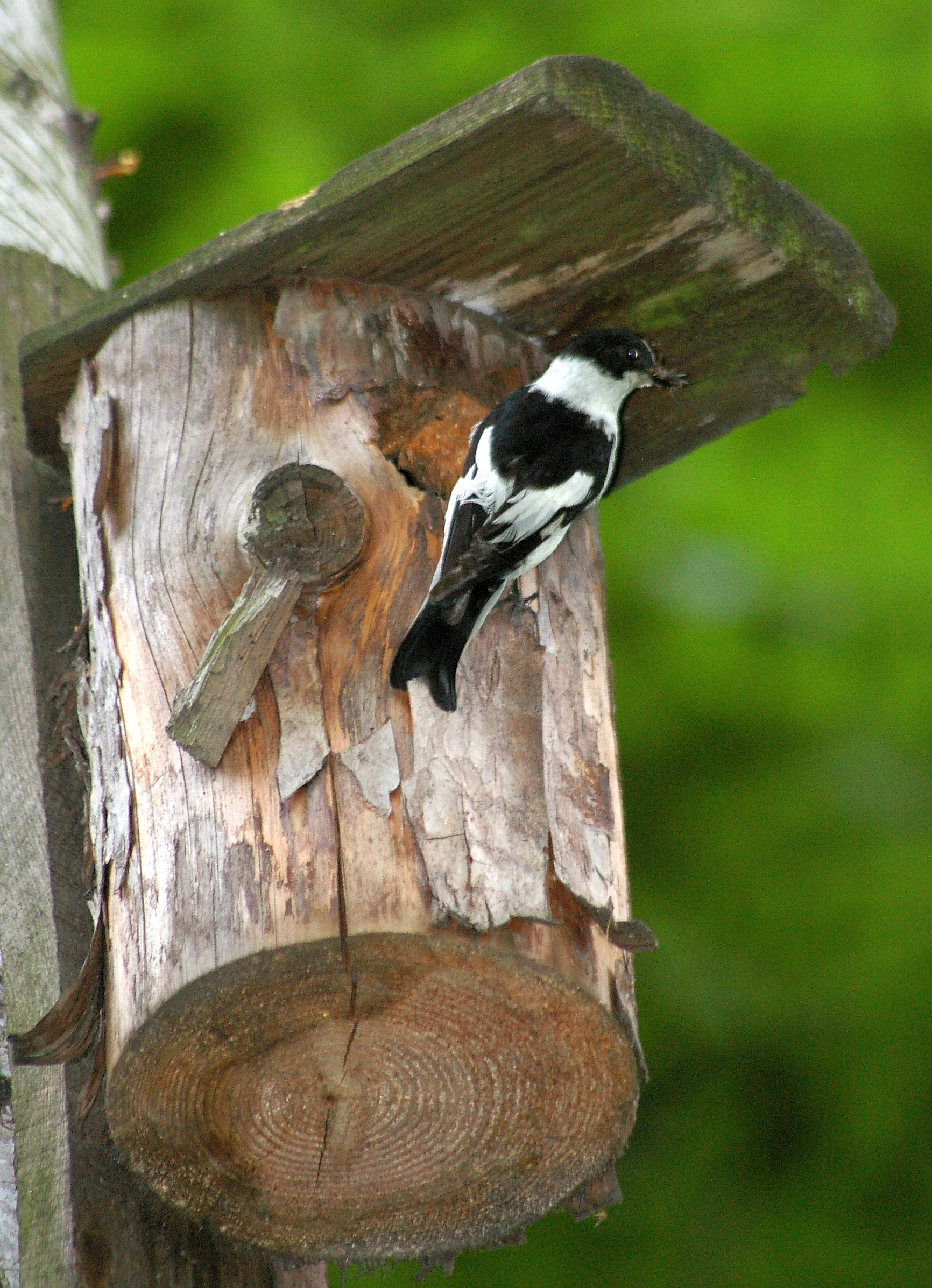
En hane halsbandsflugsnappare besöker en fågelholk.

### Biotop och häckning
Denna art hör hemma i lövskogar, parker, ängar och trädgårdar och väljer gärna äldre skogar. Den bygger öppna bon i håligheter i träden och kan lätt utnyttja sig av en vanlig fågelholk med öppning framåt. Boet består av torrt gräs och ibland av smala barkremsor. Den lägger fem till sju ägg som ruvas i ungefär 14 dagar. Ungarna är färdiga att flyga efter två veckor.

#### Hybridisering
Halsbandflugsnapparen hybridiserar i liten utsträckning med svartvit flugsnappare och balkanflugsnappare. Hybrid-honorna är sterila medan hanarna kan reproducera sig. Hybridhanar har istället reducerad reproduktiv framgång då deras partner är otrogna i stor utsträckning.

### Föda

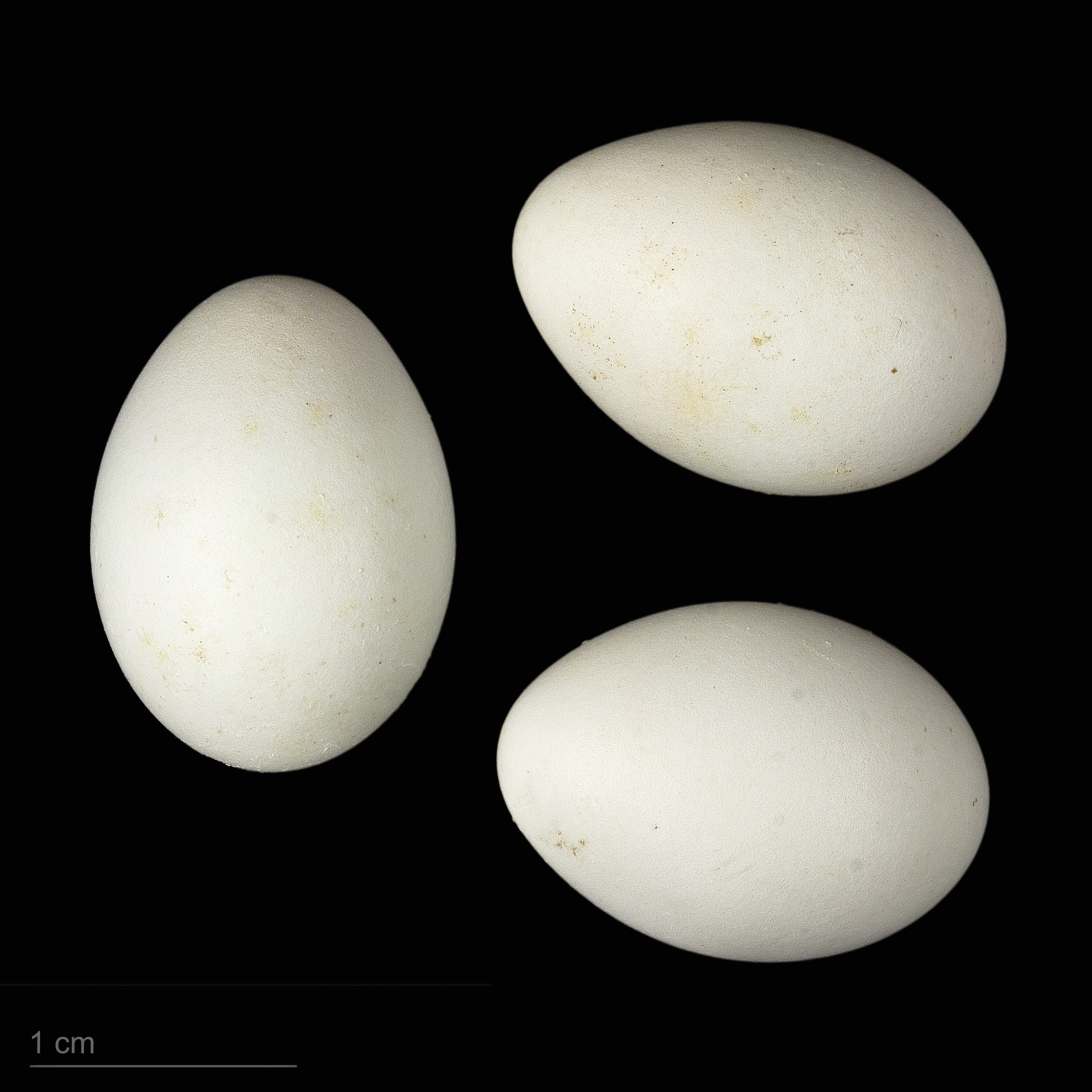
Ficedula albicollis

Halsbandsflugsnapparen äter främst insekter och larver.

## Status och hot
Arten har ett stort utbredningsområde och en stor population, och tros öka i antal. Utifrån dessa kriterier kategoriserar internationella naturvårdsunionen IUCN arten som livskraftig (LC). Världspopulationen (tillika den europeiska populationen) uppskattas till mellan drygt 1,5 miljoner och drygt tre miljoner häckande par.

### Status i Sverige
Sedan gammalt har halsbandsflugsnapparen en tät förekomst på Gotland. Sedan mitten av 1900-talet har den expanderat på Öland, främst på den norra delen. Den har även häckat på fastlandet men aldrig etablerat en fast population. Trots sitt relativt begränsade utbredningsområde är den listad som livskraftig och är därför inte upptagen på Artdatabankens rödlista. Det svenska beståndet uppskattas till 11 600 häckande individer.

## I kulturen
Halsbandsflugsnappare är Gotlands landskapsfågel.

## Namn
Fågeln har på svenska även kallats halsbandad flugsnappare.